# Can You Celebrate?
Can You Celebrate? – siódmy singel Namie Amuro. Singel został wydany 19 lutego 1997 i reedytowany 25 grudnia 1997. Oba single zajmowały #1 miejsca w rankingu Oricon. Razem sprzedano 2 750 220 kopii (przez czterdzieści dziewięć tygodni). Lepiej sprzedawał się reedytowany maxi singel.

## Lista utworów
Can You Celebrate?
| 1. | Can You Celebrate? (Straight Run)             | 6:17  |
|    |                                               |       |
| 2. | Can You Celebrate? (Seventh Avenue South Mix) | 8:43  |
|    |                                               |       |
| 3. | Can You Celebrate? (Back Track with TK)       | 6:16  |
|    |                                               |       |
|    |                                               | 21:16 |
|    |                                               |       |
Can You Celebrate? Maxi Singel
| 1. | Can You Celebrate? (Wedding Mix)                                 | 6:17  |
|    |                                                                  |       |
| 2. | Dreaming I was dreaming (Subconscious Mix)                       | 8:43  |
|    |                                                                  |       |
| 3. | Can You Celebrate? (Heavenly Mix)                                | 6:16  |
|    |                                                                  |       |
| 4. | Can You Celebrate? (Wedding Mix wersja instrumentalna)           | 8:43  |
|    |                                                                  |       |
| 5. | Dreaming I was dreaming (Subconscious Mix wersja instrumentalna) | 6:16  |
|    |                                                                  |       |
|    |                                                                  | 36:15 |
|    |                                                                  |       |

## Wystąpienia na żywo
- 4 lutego 1997 – Utaban
- 9 lutego 1997 – Super Jockey
- 10 lutego 1997 – Hey! Hey! Hey! Music Champ
- 14 lutego 1997 – Music Station
- 16 lutego 1997 – Mega Hits Special
- 7 marca 1997 – Music Station
- 28 marca 1997 – Music Station Special
- 31 marca 1997 – Hey! Hey! Hey! Music Champ in Daiba
- 21 maja 1997 – TK Groove Museum HongKong
- 27 maja 1997 – TK Pan-Pacific Tour
- 3 października 1997 – Music Station Special
- 16 listopada 1997 – 1st The Japan Audition
- 28 listopada 1997 – TK Groove Museum Beijing
- 11 grudnia 1997 – FNS Music Festival
- 26 grudnia 1997 – Music Station Special Super Live 1997
- 31 grudnia 1997 – 39th Japan Record Awards
- 31 grudnia 1997 – 48th Kōhaku Uta Gassen
- 31 grudnia 1998 – 49th Kōhaku Uta Gassen
- 27 grudnia 1999 – SMAP X SMAP
- 12 kwietnia 2000 – Music Museum
- 2 grudnia 2000 – Love Love Aishiteru
- 30 marca 2001 – Music Station Special
- 6 grudnia 2001 – FNS Music Festival
- 25 grudnia 2001 – Eienteki Oto Raku Shounen
- 27 września 2004 – Hey! Hey! Hey! Music Champ Special

## Personel
- Namie Amuro – wokal, wokal wspierający
- Tetsuya Komuro – pianino, wokal wspierający
- Kazuhiro Matsuo – gitara

## Produkcja
- Producenci – Tetsuya Komuro, Robert Arbittier, Gary Adante
- Aranżacja – Tetsuya Komuro, Cozy Kubo, Randy Waldman
- Miksowanie – Dave Way
- Remiksowanie - Joe Chicarelli

## Oricon
Can You Celebrate?
| Diagram                                                    | Pozycja |
| ---------------------------------------------------------- | ------- |
| Dzienny diagram Oricon (w pierwszym dniu sprzedaży)        | #1      |
| Tygodniowy diagram Oricon (w pierwszym tygodniu sprzedaży) | #1      |
| Miesięczny diagram Oricon (w pierwszym miesiącu sprzedaży) | #1      |
| Roczny diagram Oricon                                      | #1      |

Can You Celebrate? Maxi Singel
| Diagram                                                    | Pozycja |
| ---------------------------------------------------------- | ------- |
| Dzienny diagram Oricon (w pierwszym dniu sprzedaży)        | #1      |
| Tygodniowy diagram Oricon (w pierwszym tygodniu sprzedaży) | #1      |
| Miesięczny diagram Oricon (w pierwszym miesiącu sprzedaży) | #3      |
| Roczny diagram Oricon                                      | #54     |